# William Shanks
William Shanks, född 25 januari 1812, död 1882, var en engelsk amatörmatematiker. 
Shanks ägde en internatskola i Houghton-le-Spring som är en gammal gruvstad i nordöstra England. Hans hobby var att räkna ut matematiska konstanter. När han gjorde det så följde han alltid ett visst tillvägagångssätt. På morgonen så räknade han ut nya tal och efter lunch så kontrollerade han om de talen han kommit fram till på morgonen verkligen stämde.
År 1873 hade Shanks räknat ut 707 decimaler till π och det är kanske det som han är mest känd för idag. Ingen människa räknade ut fler decimaler till π förrän miniräknaren introducerades. År 1944 uppmärksammade D. F. Ferguson att Shanks bara hade rätt på 527 av decimalerna, fast Ferguson hade då hjälp av en miniräknare.
Shanks räknade också på e och Eulers konstant γ till många decimaler. Dessutom publicerade han en tabell med primtal upp till 60 000 och fann de naturliga logaritmerna till 2, 3, 5 och 10 till 137 decimaler.